# Mistrzostwa Świata w Lekkoatletyce 2009 – bieg na 1500 m mężczyzn
Bieg na 1500 metrów mężczyzn – jedna z konkurencji rozegranych podczas XII mistrzostw świata w lekkoatletyce.
Wymagane minimum A do udziału w mistrzostwach świata wynosiło 3:36,20, natomiast minimum B - 3:39,20.
Konkurencja odbyła się na Stadionie Olimpijskim 15 sierpnia - 19 sierpnia. Głównymi faworytami byli broniący tytułu mistrza świata Bernard Lagat, mistrz Europy Mehdi Baala oraz Kenijczycy Asbel Kiprop, Haron Keitany i Augustine Choge.

## Rekordy
W poniższej tabeli przedstawione są rekord świata, rekord mistrzostw świata, rekord Polski z dnia 17 sierpnia 2009 roku
| Rekord świata     | Hicham El Guerrouj (MAR)      | 3:26,00 | Rzym, Włochy       | 14.07.1998 |
| Rekord mistrzostw | Hicham El Guerrouj (MAR)      | 3:27,65 | Sewilla, Hiszpania | 14.08.1999 |
| Światowy lider    | Augustine Kiprono Choge (KEN) | 3:29,47 | Berlin, Niemcy     | 14.06.2009 |
| Rekord Afryki     | Hicham El Guerrouj (MAR)      | 3:26,00 | Rzym, Włochy       | 14.07.1998 |